# Philometra rubra
Philometra rubra är en rundmaskart. Philometra rubra ingår i släktet Philometra och familjen Philometridae. Inga underarter finns listade i Catalogue of Life.